# NGC 5012
NGC 5012 este o infrared source⁠(d) situată în constelația Părul Berenicei. A fost descoperită în 10 aprilie 1785 de către William Herschel. Se află la o distanță de 42,66 de megaparseci de Pământ.